# Palmas flamencas
Las palmas o palmas flamencas son un acompañamiento acompasado para el cante y el baile flamencos, que se realiza golpeando con los dedos de una mano en la palma de la otra o haciendo sonar las dos palmas.
Es un estilo de palmadas que tiene un papel importante en el Flamenco. Las palmas se usan como acompañamiento acompasado para el canto y el baile. Las buenas palmas pueden ser un sustituto de la instrumentación musical. Los buenos palmistas pueden asistir a los músicos y a los bailarines (bailaores) manteniendo un tempo fuerte o acentuando las palmas al inicio o final de las frases. En cualquier caso, entender las distintas formas de canto tradicional (cante o palo), es de suma importancia.

## Tipos de palmas
Hay dos tipos de palmas: simples y redoblás o encontrás. 

### Palmas simples
Las palmas simples se dividen en sordas y secas. 
- Las palmas simples sordas se obtienen ahuecando las palmas de ambas manos al golpearlas entre sí (se ahuecan las manos para no ahogar la voz del cantaor o el sonido de la guitarra). Suelen acompañar los cantes más solemnes, y sirven tanto de ánimo como de marco respetuoso a la voz del cantaor.

- Las palmas simples secas (también llamadas fuertes, agudas o naturales) acompañan cualquier cante, sobre todo en momentos álgidos y suelen utilizarse como acompañamiento de falsetes con la guitarra.

### Palmas redoblás
Las redoblás o encontrás van a contratiempo con las palmas que llevan el son, las simples.